# Thomas Reardon

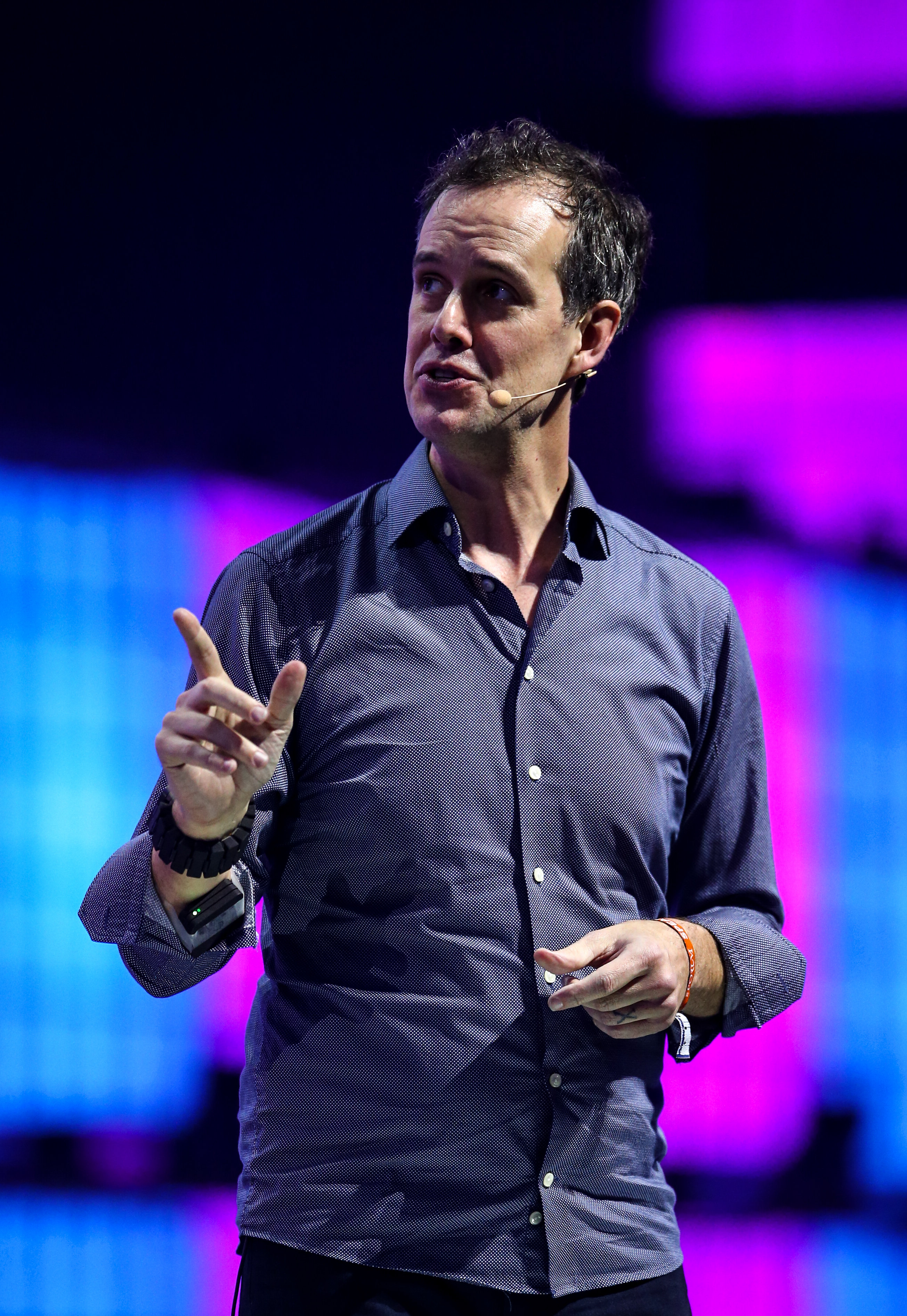
Thomas Reardon (2019)

Thomas "T.R." Reardon (* 1969) ist ein US-amerikanischer Computational Neuroscientologe und CEO and Co-Gründer von CTRL-labs. Als Softwareentwickler trug er bei Microsoft wesentlich zur Entwicklung des Internet Explorer bei, der zeitweise (Anfang bis Mitte des 2000er Jahrzehnts) der meistgenutzte Webbrowser war.

## Kindheit und Jugend
Reardon wuchs in New Hampshire in einem Irisch-katholischen Umfeld auf. Er ist eines von 18 Geschwistern, wovon 8 adoptiert sind. Reardon besuchte während seiner Schulzeit Mathematik- und Naturwissenschaften-Kurse am Massachusetts Institute of Technology. Mit 16 Jahren zog er nach North Carolina.

## Frühe Berufslaufbahn
Während seines Aufenthalts in North Carolina war Reardon Mitbegründer eines Startups im Alter von 19 Jahren. Nach der Übernahme des Startups lernte er Bill Gates kennen und arbeitete 10 Jahre lang als Programmmanager für die Windows 95- und Windows 98-Projekte bei Microsoft.
Zeitweise war Reardon alleiniges Mitglied des Internet Explorer-Entwicklungsteams von Microsoft. Er diente als Programmmanager und Architekt für Internet Explorer bis Version 4. Insbesondere lieferte er die erste Implementierung von CSS in Internet Explorer 3 (IE3). IE3 war die erste Inkarnation von Explorer, die ernsthaft mit Netscape Navigator konkurrierte, das bis dahin der beliebtester Browser war. 1996 kam ihm die Idee, den Internet Explorer mit dem Microsoft-Windows-Betriebssystem zu bündeln. Während der Laufbahn bei Microsoft übertraf der Internet Explorer Netscape Navigator als den am häufigsten verwendeten Webbrowser in den späten 1990er und frühen 2000er Jahren, dem so genannten Browserkrieg. Reardon war Gründungsmitglied des World Wide Web Consortium (W3C) und arbeitete als Vertreter von Microsoft mit W3C und anderen Normungsorganisationen zusammen, um viele der Standards und Präzedenzfälle festzulegen, die das World Wide Web betraf. Reardon war einer der ersten Befürworter und Beeinflusser von HTML4, CSS und XML und entwarf die ersten kommerziellen Implementierungen dieser Programmiersprachen.
Infolge des Browserkriegs mit Netscape geriet Microsoft 1998 in einen Kartellrechtsstreit mit den Vereinigten Staaten (United States v. Microsoft Corp.). Reardon äußerte sich nach der Netscape-Tortur desillusioniert über Microsoft und entschloss sich schließlich, einen drahtlosen Netzwerk-Startup namens Avogadro zu starten.
Später wechselte Reardon zu OpenWave, einem Unternehmen für mobile Software, wo er als General Manager und dann als Vizepräsident fungierte. Zuletzt wurde er zum Technischen Direktor ernannt; eine Position, die er bis 2004 innehatte. Bei OpenWave arbeitete er an der Entwicklung des ersten mobilen Webbrowsers.
Im Jahr 2003 ernannte der MIT Technology Review den damals 34-jährigen Reardon zu einem seiner Top Innovatoren unter der Altersgrenze von 35; einer jährlich veröffentlichten Liste, die Menschen für "Leistungen auszeichnet, die sich dramatisch auf Welt, wie wir sie kennen, auswirken können".

## Akademische Laufbahn
Im Jahr 2004 ging Reardon zurück zum College und studierte Klassische Altertumswissenschaft an der Columbia University School of General Studies. Eigener Aussage nach hat ihn ein Gespräch mit dem Physiker Freeman Dyson dazu inspiriert, sein Weltbild zu erweitern.
Im Jahr 2008 graduierte Reardon Magna cum Laude und Phi Beta Kappa von der Columbia University mit einem B.A. in Literatur und klassischen Sprachen. Mit dem Jahr 2010 erhielt er einen Master of Science in Neurobiologie an der Duke University. Reardon schloss im Jahr 2016 mit einem Ph.D. in Neuroscience und Verhalten an der Columbia University ab. Zu seinen Doktorvätern zählen Thomas Jessell und Attila Losonczy.

## CTRL-labs
Das Flaggschiff des CTRL-Labs wurde von TechCrunch als "API für das Gehirn" und von CNBC als "Armband, mit dem Menschen Maschinen mit ihren Gedanken steuern können" bezeichnet.
Im Februar 2019 gab CTRL-Labs bekannt, 28 Millionen US-Dollar in einer Finanzierungsrunde von Google Ventures, dem Amazon Alexa Fund, Lux Capital, Spark Capital, Matrix Partners, Breyer Capital und Fuel Capital gesammelt zu haben. Damit stieg das investierte Kapitel in CTRL-Labs auf $67 Millionen US-Dollar an.

## Veröffentlichungen
- Thomas Reardon, Andrew Murray, Gergely Turi, Christopher Wirblick, Katherine Croce, Matthias Schnell, Thomas Jessell, Attila Losonczy: Rabies Virus CVS-N2cΔG Strain Enhances Retrograde Synaptic Transfer and Neuronal Viability. In: Neuron. Band 89, Nr. 4, 17. Februar 2016, S. 711–724, doi:10.1016/j.neuron.2016.01.004, PMID 26804990, PMC 4760870 (freier Volltext) – (cell.com [abgerufen am 11. April 2016]).